# Monastère de Trška crkva
Le monastère de Trška crkva (en serbe cyrillique : Манастир Тршка црква ; en serbe latin : Manastir Trška crkva) est un monastère orthodoxe serbe situé à Milatovac, dans la municipalité de Žagubica et dans le district de Braničevo, en Serbie. Il est inscrit sur la liste des monuments culturels de grande importance de la république de Serbie (identifiant no SK 543).
Le monastère abrite aujourd'hui une communauté de religieuses.

## Localisation
Le monastère se trouve à environ 3 km de Žagubica, sur la route Žagubica-Petrovac na Mlavi, au hameau de Trg qui lui donne son nom.

## Histoire
L'église, autrefois dédiée à saint Nicolas et aujourd'hui consacrée à la Nativité de la Mère de Dieu, est la plus ancienne de l'éparchie de Braničevo ; par son architecture, elle est caractéristique de l'école rascienne,. Selon la tradition, elle remonterait au IXe siècle mais, selon les données archéologiques et ses caractéristiques architecturales, elle date plutôt de la fin du XIIIe siècle,,. L'édifice a connu ses premières modifications en 1430 sous Đurađ Branković, à l'époque du despotat de Serbie ; c'est alors qu'elle a été dédiée à la Nativité de la Mère de Dieu,.
Le monastère est mentionné comme une communauté religieuse active dans des documents ottomans datés de 1572. Détruit, il a été reconstruit en 1796 et l'église a alors pris son apparence actuelle. Pillé pendant la Seconde Guerre mondiale, il a été restauré en 1953. Un nouveau konak y a été édifié en 1993.

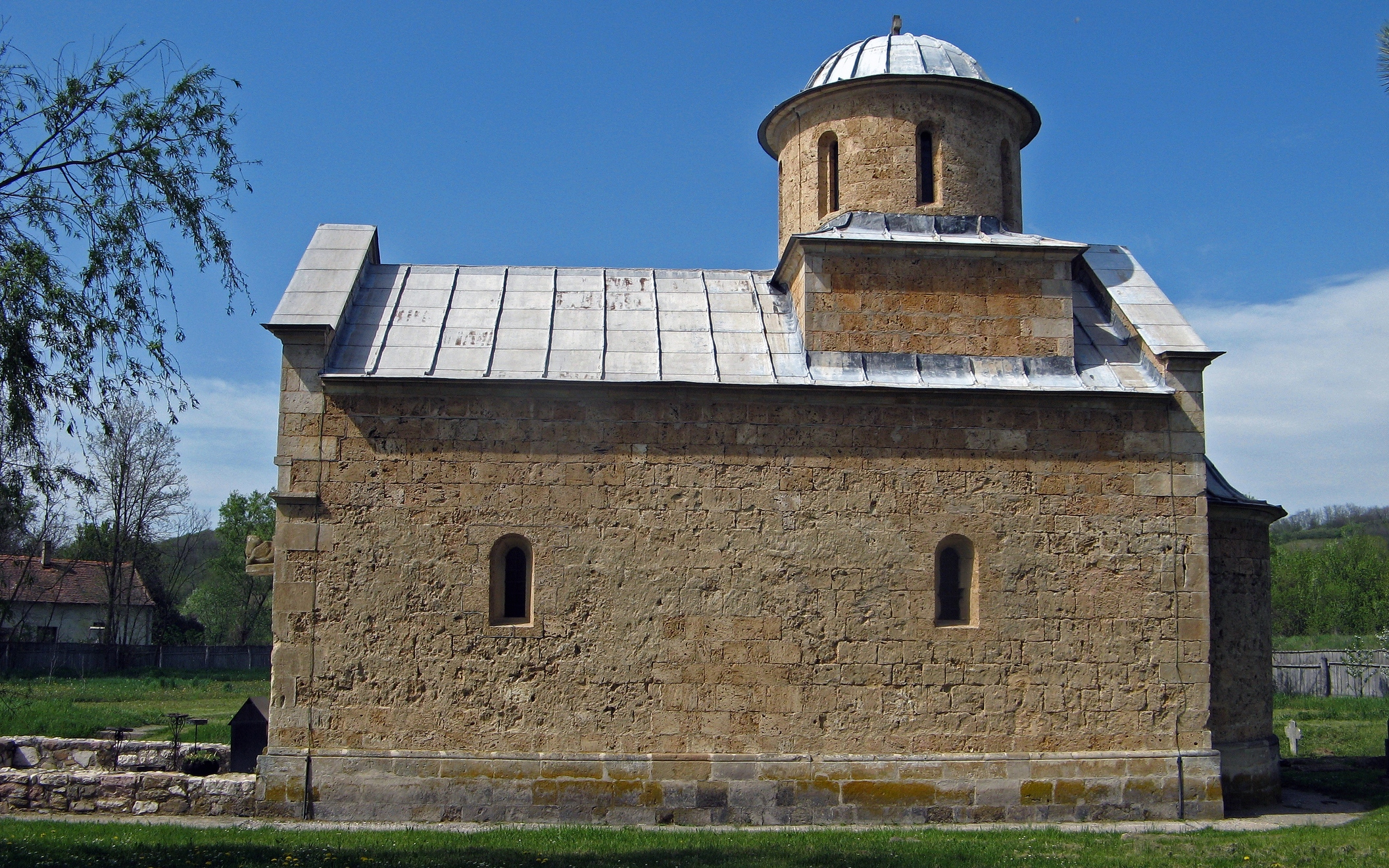
Autre vue de l'église

## Architecture
L'église, construite en tuf avec un soubassement en grès, est constituée d'une nef unique prolongée par une abside demi-circulaire ; elle est précédée d'un narthex et est surmontée d'une coupole dans sa partie orientale.

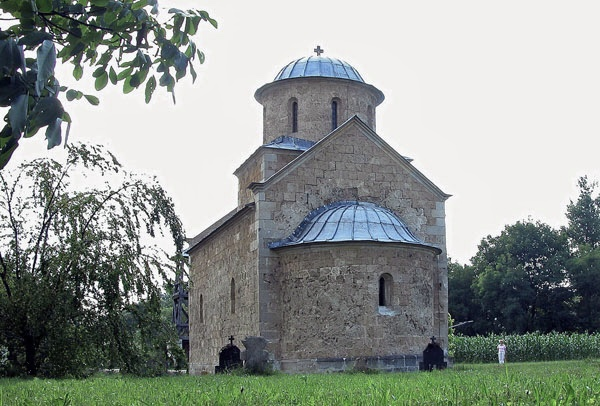
Autre vue de l'église, avec le chevet

La façade occidentale constitue l'un des éléments les plus importants de l'édifice. Elle est dotée de pierres gravée et de motifs zoomorphes en relief. Le portail y est notamment encadré de griffons tenant dans leurs pattes antérieures les symboles des Évangélistes, motifs que l'on peut voir aussi aux monastères de Studenica, de Banja et de Dečani.

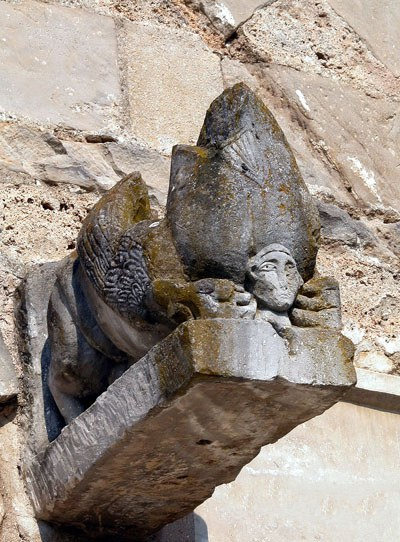
Détail d'un griffon de l'entrée